# Auke Slotegraaf
Auke Slotegraaf (* in Stellenbosch) ist ein südafrikanischer Psychohistoriker und Astronom (spezialisiert auf die Beobachtung von Sternen).

## Leben
Slotegraaf wuchs in seinem Geburtsort Stellenbosch auf und interessierte sich sowohl kulturell als auch wissenschaftlich für die Geschichte der Astronomie seiner Heimat Südafrika. Er ist Ehrenmitglied der Astronomical Society of Southern Africa und Herausgeber deren jährlichen astronomischen Handbuchs Sky Guide. Er ist ebenfalls Mitglied des Cape Magician’s Circle.
Slotegraaf erhielt einige Auszeichnungen für die Öffentlichkeitsarbeit in der Astronomie, ist Mitbegründer der Southern Star Party, Mitglied des Verwaltungsrates sowie dessen Vorsitzender des Centre for Astronomical Heritage.